# Линдквист, Расмус
Расмус Линдквист (швед. Rasmus Lindkvist; род. 16 мая 1990, Стокгольм) — шведский футболист, защитник стокгольмского АИК.

## Клубная карьера
Футболом начал заниматься в небольшом клубе «Албю», после чего выступал за юношеские команды «Броммапойкарны», в составе которых выиграл Кубок Готии. Затем перешёл в структуру ещё одного стокгольмского клуба — «Юргордена». В составе команды клуба до 19 лет выступал в юношеском Аллсвенскане. В 2009 году на правах аренды перешёл в «Шеллефтео», выступающий в первом шведском дивизионе. В её составе дебютировал 19 апреля в матче с «Грёндальс», завершившийся с ничейным счётом 1:1. Всего за команду Линдквист провёл 18 игр. В последнем матче с «Вальста Сюрианска» он получил травму и был заменён уже на 38-й минуте.
Перед началом сезона 2010 года защитник перешёл в другой клуб Дивизиона 1 — «Далькурд». Дебютировал за команду в Эттане 17 апреля в домашней игре против «Вестероса». Расмус вышел в стартовом составе и был заменён на 70-й минуте. До конца сезона Линдквист принял участие еще в семи играх, в которых забил 4 мяча. За последующие два года в коллективе из Уппсалы сыграл порядка 50 игр, в которых отличился трижды.
6 декабря 2012 года в качестве свободного агента подписал трёхлетний контракт с «Эстерсундом». Впервые вышел на поле в составе новой команды 6 апреля 2013 года в матче с клубом «Ассириска». Линдквист провёл в игре все 90 минут, а встреча завершилась вничью 1:1. 29 июня забил свой первый гол за «Эстерсундом». Его точный удар на 71-й минуте принёс его клубу ничью с «Хаммарбю». В общей сложности в сезоне Линдквист принял участие в 27 матчах, в которых забил три мяча.
21 января 2014 года «Эстерсунд» на своём официальном сайте объявил о продаже игрока в норвежскую «Волеренгу», с которой Линдквист подписал контракт сроком на три года. В Типпелиге свою дебютную игру провёл против «Молде» в 1-м туре. Расмус вышел в стартовом составе и на 76-й минуте был заменен на Фитима Кастрати. За 3,5 года в Норвегии Линдквист вместе с клубом занимал 6-е, 7-е и 10 место. В сумме на его счету 85 матчей за «Волеренгу», в которых он забил 10 голов и отдал 16 результативных передач. В 2016 году был признан болельщиками клуба лучшим игроком сезона.
3 июля 2017 года перешёл в стокгольмский АИК, подписав контракт до конца 2020 года. Первая игра в основном составе пришлась на встречу с «Гётеборгом». В том сезоне принял участие в 16 играх и забил 4 мяча, чем помог завоевать клубу серебряные медали первенства. В следующем сезоне клуб занял первую строчку в турнирной таблице и впервые с 2009 года стал чемпионом Швеции.

## Достижения
АИК
- Чемпион Швеции: 2018
- Серебряный призёр чемпионата Швеции: 2017